# Nationale Vergadering (Servië)

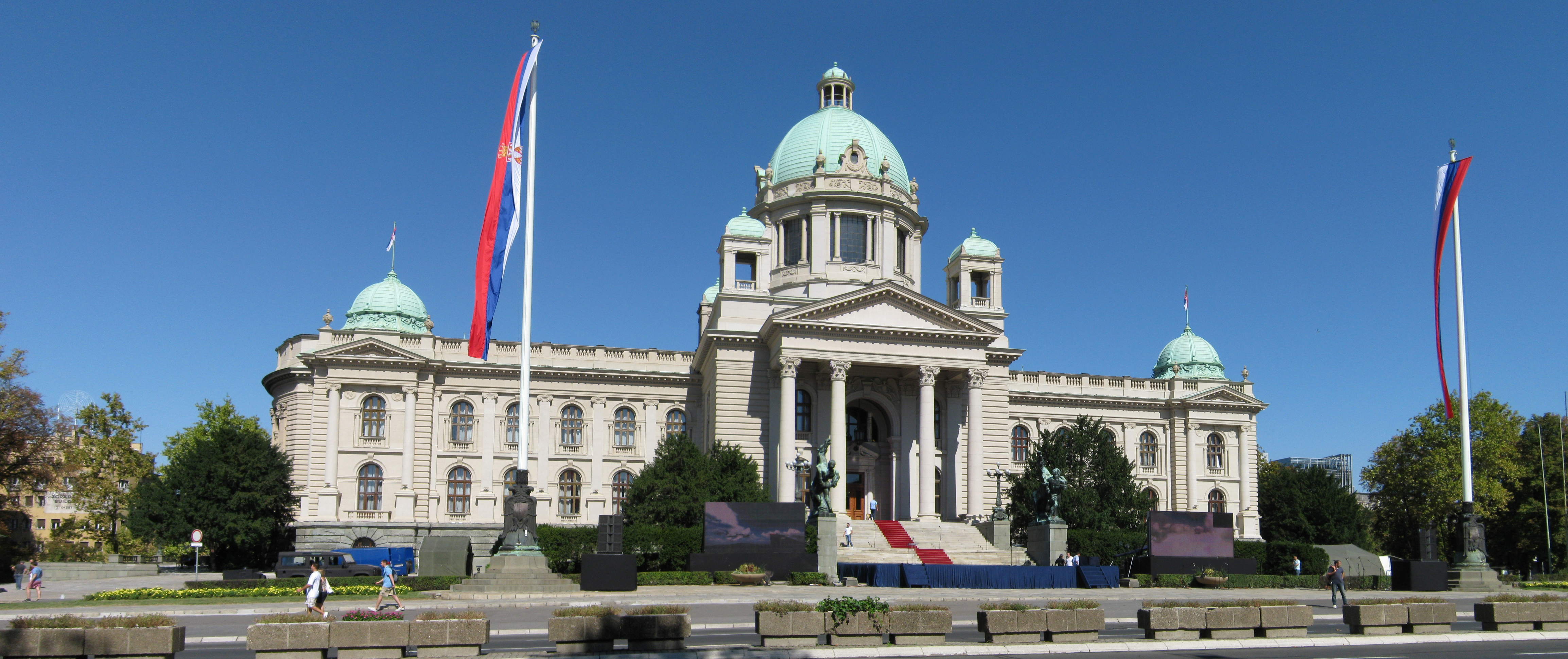
Parlementsgebouw in Belgrado

De Nationale Vergadering (Servisch: Народна скупштина / Narodna skupština) is het eenkamerparlement van Servië. De Nationale Vergadering telt 250 leden, gekozen voor een termijn van vier jaar. Het parlement kiest een voorzitter die presideert over de vergaderingen. Sinds 2024 is oud-premier Ana Brnabić voorzitter van de Nationale Vergadering.
Het parlement komt samen in het Huis van de Nationale Vergadering in Belgrado, dat gebouwd werd tussen 1907 en 1936 en in dat laatste jaar formeel in gebruik werd genomen. Tijdens de revolutie van 5 oktober 2000 raakte het gebouw zwaar beschadigd.

## Lijst van voorzitters
Sinds 2007 hebben de volgende personen als parlementsvoorzitter gediend:
| Termijn                 | Naam                             | Partij        |
| ----------------------- | -------------------------------- | ------------- |
| februari - mei 2007     | Borka Vučić (waarnemend)         | SPS           |
| mei 2007                | Tomislav Nikolić                 | SRS           |
| mei 2007                | Milutin Mrkonjić (waarnemend)    | SPS           |
| 2007–2008               | Oliver Dulić                     | DS            |
| 2008–2012               | Slavica Đukić Dejanović          | SPS           |
| mei - juni 2012         | Zaharije Trnavčević (waarnemend) | BS            |
| 2012–2014               | Nebojša Stefanović               | SNS           |
| 2014–2020               | Maja Gojković                    | SNS           |
| augustus - oktober 2020 | Smilja Tišma (waarnemend)        | Onafhankelijk |
| 2020–2022               | Ivica Dačić                      | SPS           |
| 2022–2024               | Vladimir Orlić                   | SNS           |
| februari - maart 2024   | Stojan Radenović (waarnemend)    | Onafhankelijk |
| sinds 2024              | Ana Brnabić                      | SNS           |

## Samenstelling

Zetelverdeling na de verkiezingen van 2022:
Wij Moeten: 13 zetels
DSHV-ZZV: 2 zetels
UZPS-coalitie: 38 zetels
SPS-JS-ZS: 32 zetels
SNS-coalitie: 120 zetels
VMSZ/SVM: 5 zetels
SDA S: 2 zetels
SPP: 3 zetels
NADA: 15 zetels
Dveri-POKS: 10 zetels
SSZ: 10 zetels

Abchazië: Parlement · 
Albanië: Kuvendi · 
Andorra: Consell General de les Valls · 
Armenië: Azgayin Zhoghov · 
Azerbeidzjan: Milli Məclis · 
België: Federaal Parlement (Senaat en Kamer) · 
Bosnië en Herzegovina: Parlementarna Skupština · 
Bulgarije: Narodno Sobranie · 
Cyprus: Vouli ton Antiprosópon · 
Denemarken: Folketing · 
Duitsland: Bundestag (en Bundesrat) · 
Estland: Riigikogu · 
Finland: Eduskunta · 
Frankrijk: Parlement (Assemblée nationale en Sénat) · 
Georgië: Parlement · 
Griekenland: Vouli · 
Hongarije: Országgyűlés · 
Ierland: Oireachtas (Dáil en Seanad) · 
IJsland: Alþingi · 
Italië: Parlement (Kamer en Senaat) · 
Kazachstan: Parlamenti (Majilis en Senaat) · 
Kosovo: Assemblee · 
Kroatië: Sabor · 
Letland: Saeima · 
Liechtenstein: Landtag · 
Litouwen: Seimas · 
Luxemburg: Chambre · 
Macedonië: Sobranie · 
Malta: Il-Kamra · 
Moldavië: Parlamentul · 
Monaco: Conseil National · 
Montenegro: Skupština · 
Nagorno-Karabach: Azgayin Zhoghov · 
Nederland: Staten-Generaal (Eerste Kamer en Tweede Kamer) · 
Noord-Cyprus: Cumhuriyet Meclisi · 
Noorwegen: Storting · 
Oekraïne: Verchovna Rada · 
Oostenrijk: Nationalrat · 
Polen: Sejm (en Senat) · 
Portugal: Assembleia da Republica · 
Roemenië: Camera Deputaţilor · 
Rusland: Federatieve vergadering (Staatsdoema en Federatieraad) · 
San Marino: Consiglio Grande e Generale · 
Servië: Narodna skupština · 
Slowakije: Národná Rada · 
Slovenië: Državni Zbor en Državni Svet · 
Spanje: Cortes Generales (Senado en Congreso de los Diputados) · 
Transnistrië: Opperste Sovjet · 
Tsjechië: Parlament (Senaat en Kamer van Afgevaardigden) · 
Turkije: Meclis · 
Verenigd Koninkrijk: Parliament (House of Commons en House of Lords) · 
Wit-Rusland: Nationale Vergadering (Huis van Afgevaardigden en Raad van de Republiek) · 
Zuid-Ossetië: Parlement · 
Zweden: Riksdag · 
Zwitserland: Bondsvergadering (Nationale Raad en Kantonsraad)
Cursief: wijst op een niet of slechts deels erkende staat